# La Acebosa
La Acebosa es una localidad del municipio cántabro de San Vicente de la Barquera, en España. En el año 2014 contaba con 184 habitantes (INE), de los que 134 residen en el núcleo urbano y 22 diseminados

## Geografía
La localidad se encuentra a 3 km al sur de la capital municipal, a 40 m sobre el nivel del mar.

## Historia
A mediados del siglo XIX, el lugar, ya por entonces perteneciente a San Vicente de la Barquera, tenía contabilizada una población de 104 habitantes. Aparece descrito en el primer volumen del Diccionario geográfico-estadístico-histórico de España y sus posesiones de Ultramar de Pascual Madoz de la siguiente manera:

ACEBOSA: l. en la prov. y dioc. de Santander, part. jud., ayunt. y uno de los barrios de S. Vicente de la Barquera. Sit. al S. inmediato al Santuario de Nuestra Señora de los Tomases, el cual es anejo de la parr. de S. Vicente; tiene obligacion á decir misa en él todos los domingos uno de los curas párrocos de dicha parr. por turno. Su term. es escaso, pero bastante fértil. Prod. maiz, algun chacoli y frutas. Pobl. 19 vec., 104 alm. Contr. (V. S. Vicente de la Barquera.)
(Madoz, 1845, p. 67)

## Patrimonio

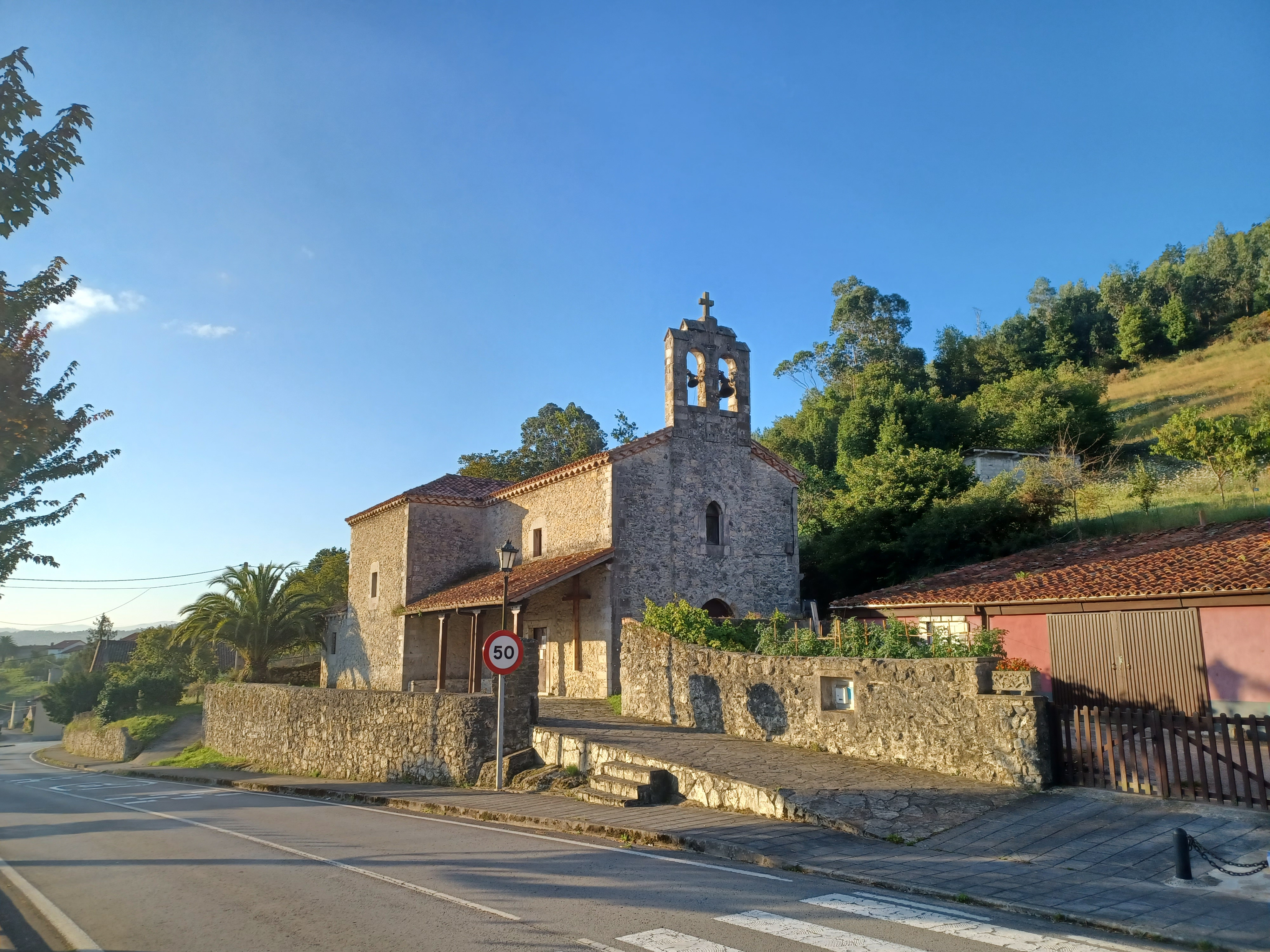
Iglesia en La Acebosa

Entre esta localidad y Abaño se conserva un bien incluido en el Inventario General de Cantabria: la capilla del Lazareto. Data del siglo XIII. Tiene una sola nave, ábside cuadrado y pertenece al estilo románico; conserva restos de pinturas con embarcaciones. Es de interés la iglesia dedicada a Nuestra Señora de los Tomases, erigida en 1897-1899. 